# Festival Elsy Jacobs 2023
La 15e édition du Festival luxembourgeois du cyclisme féminin Elsy Jacobs a lieu du 29 avril au 30 avril 2023. La course fait partie du calendrier international féminin UCI en catégorie 2.Pro.
Un quatuor se dispute la victoire de la première étape, Marta Bastianelli devance Ally Wollaston. Le lendemain, un groupe de favorites se forme et de nouveau un sprint a lieu. Cette fois Ally Wollaston devance Marta Bastianelli. Wollaston remporte le classement général devant Bastianelli et Anouska Koster. Elle est également meilleure jeune et vainqueur du classement par points. Nina Berton est la meilleure grimpeuse. Ceratizit-WNT est la meilleure équipe.

## Équipes
| UCI Women's WorldTeams (3)- Fenix-Deceuninck - UAE Team ADQ - Uno-X Pro Cycling Team Équipes féminines continentales (11)- AG Insurance - Soudal Quick-Step Team - Arkéa Women - Ara-Skip Capital - Aromitalia-Basso Bikes-Vaiano - Bepink - Ceratizit-WNT Pro Cycling - Grand Est-Komugi-La Fabrique - Parkhotel Valkenburg - Stade rochelais Charente-Maritime - Top Girls Fassa Bortolo - Torelli Équipes nationales (3)- États-Unis - Luxembourg - Norvège |
| |

## Parcours
La première étape comporte la côte de Septfontaines, 1,3 km avec une pente moyenne de 7,8 %, sur son parcours. Elle est escaladée à plusieurs reprises, dont la dernière à dix kilomètres de l'arrivée. La deuxième étape est également vallonnée.

## Étapes
| Étape     | Date    | Villes étapes          | type            | Distance (km) | Vainqueur d'étape | Leader du classement général |
| --------- | ------- | ---------------------- | --------------- | ------------- | ----------------- | ---------------------------- |
| 1re étape | 29 avr. | Luxembourg – Steinfort | étape vallonnée | 111,1         | Marta Bastianelli | Marta Bastianelli            |
| 2e étape  | 30 avr. | Luxembourg – Garnich   | étape vallonnée | 115,8         | Ally Wollaston    | Ally Wollaston               |

## Déroulement de la course

### 1reétape
Dans la dernière ascension de la côte de Septfontaines, Anouska Koster, Marta Bastianelli, Ally Wollaston et Eleonora Camilla Gasparrini sortent du peloton. Elles se départagent au sprint et Bastianelli se montre la plus rapide.
| \| Classement de l'étape \| Classement de l'étape \| Classement de l'étape \| Classement de l'étape \| Classement de l'étape \| \| Coureuse \| Coureuse \| Pays \| Équipe \| Temps \| \| --------------------- \| --------------------- \| --------------------- \| --------------------------------- \| --------------------- \| \| 1re \| Marta Bastianelli \| Italie \| UAE Team ADQ \| 2 h 51 min 20 s \| \| 2e \| Ally Wollaston \| Nouvelle-Zélande \| AG Insurance-Soudal Quick-Step \| + 0 s \| \| 3e \| Eleonora Gasparrini \| Italie \| UAE Team ADQ \| + 0 s \| \| 4e \| Anouska Koster \| Pays-Bas \| Uno-X Pro Cycling Team \| + 0 s \| \| 5e \| Femke Gerritse \| Pays-Bas \| Parkhotel Valkenburg \| + 0 s \| \| 6e \| Arianna Fidanza \| Italie \| Ceratizit-WNT Pro Cycling \| + 0 s \| \| 7e \| Maëva Squiban \| France \| Stade Rochelais Charente-Maritime \| + 0 s \| \| 8e \| Stine Borgli \| Norvège \| FDJ-Suez \| + 0 s \| \| 9e \| Heidi Franz \| États-Unis \| DNA Pro Cycling \| + 0 s \| \| 10e \| Cédrine Kerbaol \| France \| Ceratizit-WNT Pro Cycling \| + 0 s \| |                     |                  |                                   |                 |
| |                     |                  |                                   |                 |
| |                     |                  |                                   |                 |
| Classement de l'étape |                     |                  |                                   |                 |
| Coureuse | Coureuse            | Pays             | Équipe                            | Temps           |
| 1re | Marta Bastianelli   | Italie           | UAE Team ADQ                      | 2 h 51 min 20 s |
| 2e | Ally Wollaston      | Nouvelle-Zélande | AG Insurance-Soudal Quick-Step    | + 0 s           |
| 3e | Eleonora Gasparrini | Italie           | UAE Team ADQ                      | + 0 s           |
| 4e | Anouska Koster      | Pays-Bas         | Uno-X Pro Cycling Team            | + 0 s           |
| 5e | Femke Gerritse      | Pays-Bas         | Parkhotel Valkenburg              | + 0 s           |
| 6e | Arianna Fidanza     | Italie           | Ceratizit-WNT Pro Cycling         | + 0 s           |
| 7e | Maëva Squiban       | France           | Stade Rochelais Charente-Maritime | + 0 s           |
| 8e | Stine Borgli        | Norvège          | FDJ-Suez                          | + 0 s           |
| 9e | Heidi Franz         | États-Unis       | DNA Pro Cycling                   | + 0 s           |
| 10e | Cédrine Kerbaol     | France           | Ceratizit-WNT Pro Cycling         | + 0 s           |

| \| Classement général \| Classement général \| Classement général \| Classement général \| Classement général \| \| Coureuse \| Coureuse \| Pays \| Équipe \| Temps \| \| ------------------ \| ------------------- \| ------------------ \| --------------------------------- \| ------------------ \| \| 1re \| Marta Bastianelli \| Italie \| UAE Team ADQ \| 2 h 51 min 07 s \| \| 2e \| Ally Wollaston \| Nouvelle-Zélande \| AG Insurance-Soudal Quick-Step \| + 5 s \| \| 3e \| Eleonora Gasparrini \| Italie \| UAE Team ADQ \| + 7 s \| \| 4e \| Anouska Koster \| Pays-Bas \| Uno-X Pro Cycling Team \| + 8 s \| \| 5e \| Femke Gerritse \| Pays-Bas \| Parkhotel Valkenburg \| + 13 s \| \| 6e \| Arianna Fidanza \| Italie \| Ceratizit-WNT Pro Cycling \| + 13 s \| \| 7e \| Maëva Squiban \| France \| Stade Rochelais Charente-Maritime \| + 13 s \| \| 8e \| Stine Borgli \| Norvège \| FDJ-Suez \| + 13 s \| \| 9e \| Heidi Franz \| États-Unis \| DNA Pro Cycling \| + 13 s \| \| 10e \| Cédrine Kerbaol \| France \| Ceratizit-WNT Pro Cycling \| + 13 s \| |                     |                  |                                   |                 |
| |                     |                  |                                   |                 |
| |                     |                  |                                   |                 |
| Classement général |                     |                  |                                   |                 |
| Coureuse | Coureuse            | Pays             | Équipe                            | Temps           |
| 1re | Marta Bastianelli   | Italie           | UAE Team ADQ                      | 2 h 51 min 07 s |
| 2e | Ally Wollaston      | Nouvelle-Zélande | AG Insurance-Soudal Quick-Step    | + 5 s           |
| 3e | Eleonora Gasparrini | Italie           | UAE Team ADQ                      | + 7 s           |
| 4e | Anouska Koster      | Pays-Bas         | Uno-X Pro Cycling Team            | + 8 s           |
| 5e | Femke Gerritse      | Pays-Bas         | Parkhotel Valkenburg              | + 13 s          |
| 6e | Arianna Fidanza     | Italie           | Ceratizit-WNT Pro Cycling         | + 13 s          |
| 7e | Maëva Squiban       | France           | Stade Rochelais Charente-Maritime | + 13 s          |
| 8e | Stine Borgli        | Norvège          | FDJ-Suez                          | + 13 s          |
| 9e | Heidi Franz         | États-Unis       | DNA Pro Cycling                   | + 13 s          |
| 10e | Cédrine Kerbaol     | France           | Ceratizit-WNT Pro Cycling         | + 13 s          |

### 2eétape
Sur cette étape vallonnée, des coureuses dangereuses attaquent. Ally Wollaston passe à l'offensive pour revenir sur l'avant. Finalement un groupe de treize coureuses est à l'avant. Gasparrini attaque à plusieurs reprises dans les cinq derniers kilomètres, mais la course se conclut au sprint. Ally Wollaston devance Marta Bastianelli. Les deux coureuses sont quasiment parfaitement à égalité pour le classement. Ce sont les secondes de bonifications qui donnent l'avantage à Wollaston.
| \| Classement de l'étape \| Classement de l'étape \| Classement de l'étape \| Classement de l'étape \| Classement de l'étape \| \| Coureuse \| Coureuse \| Pays \| Équipe \| Temps \| \| --------------------- \| --------------------- \| --------------------- \| ------------------------------ \| --------------------- \| \| 1re \| Ally Wollaston \| Nouvelle-Zélande \| AG Insurance-Soudal Quick-Step \| 3 h 07 min 32 s \| \| 2e \| Marta Bastianelli \| Italie \| UAE Team ADQ \| + 0 s \| \| 3e \| Anouska Koster \| Pays-Bas \| Uno-X Pro Cycling Team \| + 0 s \| \| 4e \| Heidi Franz \| États-Unis \| DNA Pro Cycling \| + 0 s \| \| 5e \| Alice Maria Arzuffi \| Italie \| Ceratizit-WNT Pro Cycling \| + 0 s \| \| 6e \| Arianna Fidanza \| Italie \| Ceratizit-WNT Pro Cycling \| + 0 s \| \| 7e \| Christine Majerus \| Luxembourg \| SD Worx \| + 0 s \| \| 8e \| Femke Gerritse \| Pays-Bas \| Parkhotel Valkenburg \| + 0 s \| \| 9e \| Alessia Vigilia \| Italie \| Top Girls Fassa Bortolo \| + 0 s \| \| 10e \| Mie Bjørndal Ottestad \| Norvège \| Uno-X Pro Cycling Team \| + 0 s \| |                       |                  |                                |                 |
| |                       |                  |                                |                 |
| |                       |                  |                                |                 |
| Classement de l'étape |                       |                  |                                |                 |
| Coureuse | Coureuse              | Pays             | Équipe                         | Temps           |
| 1re | Ally Wollaston        | Nouvelle-Zélande | AG Insurance-Soudal Quick-Step | 3 h 07 min 32 s |
| 2e | Marta Bastianelli     | Italie           | UAE Team ADQ                   | + 0 s           |
| 3e | Anouska Koster        | Pays-Bas         | Uno-X Pro Cycling Team         | + 0 s           |
| 4e | Heidi Franz           | États-Unis       | DNA Pro Cycling                | + 0 s           |
| 5e | Alice Maria Arzuffi   | Italie           | Ceratizit-WNT Pro Cycling      | + 0 s           |
| 6e | Arianna Fidanza       | Italie           | Ceratizit-WNT Pro Cycling      | + 0 s           |
| 7e | Christine Majerus     | Luxembourg       | SD Worx                        | + 0 s           |
| 8e | Femke Gerritse        | Pays-Bas         | Parkhotel Valkenburg           | + 0 s           |
| 9e | Alessia Vigilia       | Italie           | Top Girls Fassa Bortolo        | + 0 s           |
| 10e | Mie Bjørndal Ottestad | Norvège          | Uno-X Pro Cycling Team         | + 0 s           |

## Classements finals

### Classement général final
| \| Classement général \| Classement général \| Classement général \| Classement général \| Classement général \| \| Coureuse \| Coureuse \| Pays \| Équipe \| Temps \| \| ------------------ \| --------------------- \| ------------------ \| ------------------------------ \| ------------------ \| \| 1re \| Ally Wollaston \| Nouvelle-Zélande \| AG Insurance-Soudal Quick-Step \| 5 h 58 min 29 s \| \| 2e \| Marta Bastianelli \| Italie \| UAE Team ADQ \| + 1 s \| \| 3e \| Anouska Koster \| Pays-Bas \| Uno-X Pro Cycling Team \| + 14 s \| \| 4e \| Femke Gerritse \| Pays-Bas \| Parkhotel Valkenburg \| + 22 s \| \| 5e \| Arianna Fidanza \| Italie \| Ceratizit-WNT Pro Cycling \| + 23 s \| \| 6e \| Heidi Franz \| États-Unis \| DNA Pro Cycling \| + 23 s \| \| 7e \| Mie Bjørndal Ottestad \| Norvège \| Uno-X Pro Cycling Team \| + 27 s \| \| 8e \| Alice Maria Arzuffi \| Italie \| Ceratizit-WNT Pro Cycling \| + 28 s \| \| 9e \| Christine Majerus \| Luxembourg \| SD Worx \| + 28 s \| \| 10e \| Cédrine Kerbaol \| France \| Ceratizit-WNT Pro Cycling \| + 28 s \| |                       |                  |                                |                 |
| |                       |                  |                                |                 |
| |                       |                  |                                |                 |
| Classement général |                       |                  |                                |                 |
| Coureuse | Coureuse              | Pays             | Équipe                         | Temps           |
| 1re | Ally Wollaston        | Nouvelle-Zélande | AG Insurance-Soudal Quick-Step | 5 h 58 min 29 s |
| 2e | Marta Bastianelli     | Italie           | UAE Team ADQ                   | + 1 s           |
| 3e | Anouska Koster        | Pays-Bas         | Uno-X Pro Cycling Team         | + 14 s          |
| 4e | Femke Gerritse        | Pays-Bas         | Parkhotel Valkenburg           | + 22 s          |
| 5e | Arianna Fidanza       | Italie           | Ceratizit-WNT Pro Cycling      | + 23 s          |
| 6e | Heidi Franz           | États-Unis       | DNA Pro Cycling                | + 23 s          |
| 7e | Mie Bjørndal Ottestad | Norvège          | Uno-X Pro Cycling Team         | + 27 s          |
| 8e | Alice Maria Arzuffi   | Italie           | Ceratizit-WNT Pro Cycling      | + 28 s          |
| 9e | Christine Majerus     | Luxembourg       | SD Worx                        | + 28 s          |
| 10e | Cédrine Kerbaol       | France           | Ceratizit-WNT Pro Cycling      | + 28 s          |

### Points UCI
| Position           | 1er | 2e  | 3e  | 4e  | 5e | 6e | 7e | 8e | 9e | 10e | 11e | 12e | 13e | 14e | 15e | 16e à 25e | 26e à 30e |
| Classement général | 200 | 150 | 125 | 100 | 85 | 70 | 60 | 50 | 40 | 35  | 30  | 25  | 20  | 15  | 10  | 5         | 3         |
| Par étape          | 25  | 20  | 15  | 12  | 10 | 8  | 6  | 4  |    |     |     |     |     |     |     |           |           |
| Leader, par étape  | 5   |     |     |     |    |    |    |    |    |     |     |     |     |     |     |           |           |

### Classements annexes
| Classement par points | Classement par points | Classement par points | Classement par points          | Classement par points |
| Coureuse              | Coureuse              | Pays                  | Équipe                         | Points                |
| --------------------- | --------------------- | --------------------- | ------------------------------ | --------------------- |
| 1re                   | Ally Wollaston        | Nouvelle-Zélande      | AG Insurance-Soudal Quick-Step | 49 pts                |
| 2e                    | Marta Bastianelli     | Italie                | UAE Team ADQ                   | 45 pts                |
| 3e                    | Anouska Koster        | Pays-Bas              | Uno-X Pro Cycling Team         | 34 pts                |

| Classement par points | Classement par points | Classement par points | Classement par points          | Classement par points |
| Coureuse              | Coureuse              | Pays                  | Équipe                         | Points                |
| --------------------- | --------------------- | --------------------- | ------------------------------ | --------------------- |
| 1re                   | Ally Wollaston        | Nouvelle-Zélande      | AG Insurance-Soudal Quick-Step | 49 pts                |
| 2e                    | Marta Bastianelli     | Italie                | UAE Team ADQ                   | 45 pts                |
| 3e                    | Anouska Koster        | Pays-Bas              | Uno-X Pro Cycling Team         | 34 pts                |

| Classement de la montagne | Classement de la montagne | Classement de la montagne | Classement de la montagne | Classement de la montagne |
| Coureuse                  | Coureuse                  | Pays                      | Équipe                    | Points                    |
| ------------------------- | ------------------------- | ------------------------- | ------------------------- | ------------------------- |
| 1re                       | Nina Berton               | Luxembourg                | Ceratizit-WNT Pro Cycling | 30 pts                    |
| 2e                        | Marte Berg Edseth         | Norvège                   | Uno-X Pro Cycling Team    | 7 pts                     |
| 3e                        | Megan Armitage            | Irlande                   | Arkéa Pro Cycling Team    | 4 pts                     |

| Classement de la montagne | Classement de la montagne | Classement de la montagne | Classement de la montagne | Classement de la montagne |
| Coureuse                  | Coureuse                  | Pays                      | Équipe                    | Points                    |
| ------------------------- | ------------------------- | ------------------------- | ------------------------- | ------------------------- |
| 1re                       | Nina Berton               | Luxembourg                | Ceratizit-WNT Pro Cycling | 30 pts                    |
| 2e                        | Marte Berg Edseth         | Norvège                   | Uno-X Pro Cycling Team    | 7 pts                     |
| 3e                        | Megan Armitage            | Irlande                   | Arkéa Pro Cycling Team    | 4 pts                     |

| Classement du meilleur jeune | Classement du meilleur jeune | Classement du meilleur jeune | Classement du meilleur jeune   | Classement du meilleur jeune |
| Coureuse                     | Coureuse                     | Pays                         | Équipe                         | Temps                        |
| ---------------------------- | ---------------------------- | ---------------------------- | ------------------------------ | ---------------------------- |
| 1re                          | Ally Wollaston               | Nouvelle-Zélande             | AG Insurance-Soudal Quick-Step | 5 h 58 min 29 s              |
| 2e                           | Femke Gerritse               | Pays-Bas                     | Parkhotel Valkenburg           | + 22 s                       |
| 3e                           | Cédrine Kerbaol              | France                       | Ceratizit-WNT Pro Cycling      | + 28 s                       |

| Classement du meilleur jeune | Classement du meilleur jeune | Classement du meilleur jeune | Classement du meilleur jeune   | Classement du meilleur jeune |
| Coureuse                     | Coureuse                     | Pays                         | Équipe                         | Temps                        |
| ---------------------------- | ---------------------------- | ---------------------------- | ------------------------------ | ---------------------------- |
| 1re                          | Ally Wollaston               | Nouvelle-Zélande             | AG Insurance-Soudal Quick-Step | 5 h 58 min 29 s              |
| 2e                           | Femke Gerritse               | Pays-Bas                     | Parkhotel Valkenburg           | + 22 s                       |
| 3e                           | Cédrine Kerbaol              | France                       | Ceratizit-WNT Pro Cycling      | + 28 s                       |

| Classement par équipes | Classement par équipes    | Classement par équipes | Classement par équipes |
| Équipe                 | Équipe                    | Pays                   | Temps                  |
| ---------------------- | ------------------------- | ---------------------- | ---------------------- |
| 1re                    | Ceratizit-WNT Pro Cycling | Allemagne              | 17 h 56 min 46 s       |
| 2e                     | Uno-X Pro Cycling Team    | Norvège                | + 30 s                 |
| 3e                     | UAE Team ADQ              | Émirats arabes unis    | + 58 s                 |

| Classement par équipes | Classement par équipes    | Classement par équipes | Classement par équipes |
| Équipe                 | Équipe                    | Pays                   | Temps                  |
| ---------------------- | ------------------------- | ---------------------- | ---------------------- |
| 1re                    | Ceratizit-WNT Pro Cycling | Allemagne              | 17 h 56 min 46 s       |
| 2e                     | Uno-X Pro Cycling Team    | Norvège                | + 30 s                 |
| 3e                     | UAE Team ADQ              | Émirats arabes unis    | + 58 s                 |

## Évolution des classements
| Étape              |                    | Vainqueur _       | Classement général | Classement par points | Meilleure grimpeuse _ | Meilleure jeune _ | Meilleure équipe _        |
| ------------------ | ------------------ | ----------------- | ------------------ | --------------------- | --------------------- | ----------------- | ------------------------- |
| 1re étape          | étape vallonnée    | Marta Bastianelli | Marta Bastianelli  | Marta Bastianelli     | Nina Berton           | Ally Wollaston    | Ceratizit-WNT Pro Cycling |
| 2e étape           | étape vallonnée    | Ally Wollaston    | Ally Wollaston     | Ally Wollaston        | Nina Berton           | Ally Wollaston    | Ceratizit-WNT Pro Cycling |
| Classements finals | Classements finals |                   | Ally Wollaston     | Ally Wollaston        | Nina Berton           | Ally Wollaston    | Ceratizit-WNT Pro Cycling |

## Liste des participantes
| Légende                             | Légende | Légende                                | Légende                                                                                              |
| ----------------------------------- | --- | -------------------------------------- | --- |
| Num                                 | Dossard de départ porté par la coureuse sur ce Festival Elsy Jacobs                                           | Pos                                    | Position finale au classement général                                                                |
| Leader du classement général        | Indique la vainqueur du classement général                                                                    | Leader du classement par points        | Indique la vainqueur du classement par points                                                        |
| Leader du classement de la montagne | Indique la vainqueur du classement de la montagne                                                             | Leader du classement du meilleur jeune | Indique la vainqueur du classement de la meilleure jeune                                             |
|                                     | Indique un maillot de champion national ou mondial, suivi de sa spécialité                                    | #                                      | Indique la meilleure équipe                                                                          |
| NP                                  | Indique une coureuse qui n'a pas pris le départ d'une étape, suivi du numéro de l'étape où elle s'est retirée | AB                                     | Indique une coureuse qui n'a pas terminé une étape, suivi du numéro de l'étape où elle s'est retirée |
| HD                                  | Indique un coureuse qui a terminé une étape hors des délais, suivi du numéro de l'étape                       | DSQ                                    | Indique un coureur qui a été disqualifié de la course, suivi du numéro de l'étape                    |
| *                                   | Indique un coureuse en lice pour le classement de la meilleure jeune (coureuses nées après le )               |                                        | |

| UAE Team ADQ UAD | UAE Team ADQ UAD                  | UAE Team ADQ UAD |
| ---------------- | --------------------------------- | ---------------- |
| Num              | Coureuse                          | Pos              |
| 1                | Marta Bastianelli (ITA)           | 2e               |
| 2                | Sofia Bertizzolo (ITA)            | 19e              |
| 3                | Anna Trevisi (ITA)                | 35e              |
| 4                | Anastasia Carbonari (LAT) (route) | 48e              |
| 5                | Eleonora Gasparrini (ITA)         | 11e              |
| 6                | Francesca Pellegrini (ITA)        | 61e              |

| Fenix-Deceuninck FED | Fenix-Deceuninck FED     | Fenix-Deceuninck FED |
| -------------------- | ------------------------ | -------------------- |
| Num                  | Coureuse                 | Pos                  |
| 11                   | Petra Stiasny (SUI)      | 47e                  |
| 12                   | Maria Martins (POR)      | 63e                  |
| 13                   | Manon Bakker (NED)       | 55e                  |
| 14                   | Cecilia van Zuthem (NED) | 40e                  |
| 15                   | Sophie Wright (GBR)      | 25e                  |
| 16                   | Aniek van Alphen (NED)   | 13e                  |

| Ceratizit-WNT Pro Cycling WNT | Ceratizit-WNT Pro Cycling WNT | Ceratizit-WNT Pro Cycling WNT |
| ----------------------------- | ----------------------------- | ----------------------------- |
| Num                           | Coureuse                      | Pos                           |
| 21                            | Nina Berton (LUX)             | 26e                           |
| 22                            | Marta Lach (POL)              | 29e                           |
| 23                            | Lana Eberle (GER)             | AB                            |
| 24                            | Arianna Fidanza (ITA)         | 5e                            |
| 25                            | Alice Maria Arzuffi (ITA)     | 8e                            |
| 26                            | Cédrine Kerbaol (FRA)         | 10e                           |

| Uno-X Pro Cycling Team UXT | Uno-X Pro Cycling Team UXT  | Uno-X Pro Cycling Team UXT |
| -------------------------- | --------------------------- | -------------------------- |
| Num                        | Coureuse                    | Pos                        |
| 31                         | Hannah Barnes (GBR)         | AB                         |
| 32                         | Marte Berg Edseth (NOR)     | 15e                        |
| 33                         | Anouska Koster (NED)        | 3e                         |
| 34                         | Hannah Ludwig (GER)         | 21e                        |
| 35                         | Mie Bjørndal Ottestad (NOR) | 7e                         |

| Luxembourg LUX | Luxembourg LUX            | Luxembourg LUX |
| -------------- | ------------------------- | -------------- |
| Num            | Coureuse                  | Pos            |
| 41             | Christine Majerus (route) | 9e             |
| 42             | Maïté Barthels            | AB             |
| 43             | Layla Barthels            | AB             |
| 45             | Liv Wenzel                | AB             |

| Parkhotel Valkenburg PHV | Parkhotel Valkenburg PHV   | Parkhotel Valkenburg PHV |
| ------------------------ | -------------------------- | ------------------------ |
| Num                      | Coureuse                   | Pos                      |
| 51                       | Quinty Schoens (NED)       | 32e                      |
| 52                       | Femke Gerritse (NED)       | 4e                       |
| 53                       | Meis Poland (NED)          | 67e                      |
| 54                       | Nicole Frain (AUS) (route) | AB                       |
| 55                       | Laura Molenaar (NED)       | 50e                      |

| AG Insurance-Soudal Quick-Step AGS | AG Insurance-Soudal Quick-Step AGS | AG Insurance-Soudal Quick-Step AGS |
| ---------------------------------- | ---------------------------------- | ---------------------------------- |
| Num                                | Coureuse                           | Pos                                |
| 61                                 | Ally Wollaston (NZL) (route)       | 1re                                |
| 62                                 | Anya Louw (AUS)                    | 36e                                |
| 63                                 | Mireia Benito (ESP)                | 30e                                |
| 64                                 | Maud Rijnbeek (NED)                | 27e                                |
| 65                                 | Gaia Masetti (ITA)                 | 28e                                |
| 66                                 | Marthe Goossens (BEL)              | 52e                                |

| Arkéa Pro Cycling Team ARK | Arkéa Pro Cycling Team ARK    | Arkéa Pro Cycling Team ARK |
| -------------------------- | ----------------------------- | -------------------------- |
| Num                        | Coureuse                      | Pos                        |
| 71                         | Maaike Coljé (NED)            | 24e                        |
| 72                         | Maurène Trégouët (FRA)        | 53e                        |
| 73                         | Maryanne Hinault (FRA)        | AB                         |
| 74                         | Marie-Morgane Le Deunff (FRA) | 46e                        |
| 75                         | Megan Armitage (IRL)          | 22e                        |

| Top Girls Fassa Bortolo TOP | Top Girls Fassa Bortolo TOP | Top Girls Fassa Bortolo TOP |
| --------------------------- | --------------------------- | --------------------------- |
| Num                         | Coureuse                    | Pos                         |
| 81                          | Giorgia Bariani (ITA)       | 31e                         |
| 82                          | Alice Palazzi (ITA)         | 43e                         |
| 83                          | Chiara Reghini (ITA)        | 60e                         |
| 84                          | Iris Monticolo (ITA)        | 69e                         |
| 85                          | Cristina Tonetti (ITA)      | 38e                         |
| 86                          | Alessia Vigilia (ITA)       | 16e                         |

| Ara-Skip Capital ARA | Ara-Skip Capital ARA           | Ara-Skip Capital ARA |
| -------------------- | ------------------------------ | -------------------- |
| Num                  | Coureuse                       | Pos                  |
| 91                   | Rachael Wales (AUS)            | 44e                  |
| 92                   | Isabelle Carnes (AUS)          | 37e                  |
| 93                   | Alexandra Martin-Wallace (AUS) | AB                   |
| 94                   | Alisha Wells (AUS)             | 49e                  |
| 95                   | Sophie Edwards (AUS)           | 57e                  |
| 96                   | Alli Anderson (AUS)            | 62e                  |

| Bepink BPK | Bepink BPK               | Bepink BPK |
| ---------- | ------------------------ | ---------- |
| Num        | Coureuse                 | Pos        |
| 101        | Valentina Basilico (ITA) | 42e        |
| 102        | Alessia Patuelli (ITA)   | 71e        |
| 103        | Matilde Bertolini (ITA)  | AB         |
| 105        | Lara Crestanello (ITA)   | AB         |

| France FRA | France FRA     | France FRA |
| ---------- | -------------- | ---------- |
| Num        | Coureuse       | Pos        |
| 111        | Maëva Squiban  | 14e        |
| 112        | Alizée Rigaux  | AB         |
| 113        | Marine Allione | AB         |
| 114        | Noémie Abgrall | 41e        |

| Torelli TOR | Torelli TOR             | Torelli TOR |
| ----------- | ----------------------- | ----------- |
| Num         | Coureuse                | Pos         |
| 121         | Hayley Preen (RSA)      | 33e         |
| 122         | Camilla Rånes Bye (NOR) | 51e         |
| 124         | Bronwyn Macgregor (NZL) | 56e         |
| 125         | Morven Yeoman (GBR)     | 66e         |

| Aromitalia-Basso Bikes-Vaiano VAI | Aromitalia-Basso Bikes-Vaiano VAI | Aromitalia-Basso Bikes-Vaiano VAI |
| --------------------------------- | --------------------------------- | --------------------------------- |
| Num                               | Coureuse                          | Pos                               |
| 131                               | Rasa Leleivytė (LTU) (route)      | 34e                               |
| 132                               | Irene Affolati (ITA)              | 70e                               |
| 133                               | Milena Del Sarto (ITA)            | AB                                |
| 134                               | Francesca Baroni (ITA)            | 59e                               |
| 135                               | Fanny Bonini (ITA)                | 68e                               |
| 136                               | Rasa Rumsaite (LTU)               | AB                                |

| Grand Est-Komugi-La Fabrique GEK | Grand Est-Komugi-La Fabrique GEK | Grand Est-Komugi-La Fabrique GEK |
| -------------------------------- | -------------------------------- | -------------------------------- |
| Num                              | Coureuse                         | Pos                              |
| 141                              | Anabel Yapura (ARG)              | 58e                              |
| 142                              | Josephine Peloquin (CAN)         | 64e                              |
| 143                              | Perrine Clauzel (FRA)            | AB                               |
| 144                              | Ségolène Thomas (FRA)            | 17e                              |
| 145                              | Solbjørk Minke Anderson (DEN)    | 20e                              |
| 146                              | Laury Milette (CAN)              | 54e                              |

| Norvège NOR | Norvège NOR           | Norvège NOR |
| ----------- | --------------------- | ----------- |
| Num         | Coureuse              | Pos         |
| 151         | Stine Borgli          | 12e         |
| 152         | Emma Dyrhovden        | 39e         |
| 153         | Malin Eriksen (route) | 23e         |
| 154         | Elise Marie Olsen     | AB          |
| 155         | Martine Gjøs          | AB          |
| 156         | Stine Marie Snortheim | 65e         |

| États-Unis USA | États-Unis USA   | États-Unis USA |
| -------------- | ---------------- | -------------- |
| Num            | Coureuse         | Pos            |
| 161            | Skylar Schneider | 45e            |
| 163            | Gillian Bennett  | AB             |
| 164            | Heidi Franz      | 6e             |
| 165            | Melisa Rollins   | 18e            |
| 166            | Cassidy Hickey   | AB             |

| UAE Team ADQ UAD | UAE Team ADQ UAD                  | UAE Team ADQ UAD |
| ---------------- | --------------------------------- | ---------------- |
| Num              | Coureuse                          | Pos              |
| 1                | Marta Bastianelli (ITA)           | 2e               |
| 2                | Sofia Bertizzolo (ITA)            | 19e              |
| 3                | Anna Trevisi (ITA)                | 35e              |
| 4                | Anastasia Carbonari (LAT) (route) | 48e              |
| 5                | Eleonora Gasparrini (ITA)         | 11e              |
| 6                | Francesca Pellegrini (ITA)        | 61e              |

| Fenix-Deceuninck FED | Fenix-Deceuninck FED     | Fenix-Deceuninck FED |
| -------------------- | ------------------------ | -------------------- |
| Num                  | Coureuse                 | Pos                  |
| 11                   | Petra Stiasny (SUI)      | 47e                  |
| 12                   | Maria Martins (POR)      | 63e                  |
| 13                   | Manon Bakker (NED)       | 55e                  |
| 14                   | Cecilia van Zuthem (NED) | 40e                  |
| 15                   | Sophie Wright (GBR)      | 25e                  |
| 16                   | Aniek van Alphen (NED)   | 13e                  |

| Ceratizit-WNT Pro Cycling WNT | Ceratizit-WNT Pro Cycling WNT | Ceratizit-WNT Pro Cycling WNT |
| ----------------------------- | ----------------------------- | ----------------------------- |
| Num                           | Coureuse                      | Pos                           |
| 21                            | Nina Berton (LUX)             | 26e                           |
| 22                            | Marta Lach (POL)              | 29e                           |
| 23                            | Lana Eberle (GER)             | AB                            |
| 24                            | Arianna Fidanza (ITA)         | 5e                            |
| 25                            | Alice Maria Arzuffi (ITA)     | 8e                            |
| 26                            | Cédrine Kerbaol (FRA)         | 10e                           |

| Uno-X Pro Cycling Team UXT | Uno-X Pro Cycling Team UXT  | Uno-X Pro Cycling Team UXT |
| -------------------------- | --------------------------- | -------------------------- |
| Num                        | Coureuse                    | Pos                        |
| 31                         | Hannah Barnes (GBR)         | AB                         |
| 32                         | Marte Berg Edseth (NOR)     | 15e                        |
| 33                         | Anouska Koster (NED)        | 3e                         |
| 34                         | Hannah Ludwig (GER)         | 21e                        |
| 35                         | Mie Bjørndal Ottestad (NOR) | 7e                         |

| Luxembourg LUX | Luxembourg LUX            | Luxembourg LUX |
| -------------- | ------------------------- | -------------- |
| Num            | Coureuse                  | Pos            |
| 41             | Christine Majerus (route) | 9e             |
| 42             | Maïté Barthels            | AB             |
| 43             | Layla Barthels            | AB             |
| 45             | Liv Wenzel                | AB             |

| Parkhotel Valkenburg PHV | Parkhotel Valkenburg PHV   | Parkhotel Valkenburg PHV |
| ------------------------ | -------------------------- | ------------------------ |
| Num                      | Coureuse                   | Pos                      |
| 51                       | Quinty Schoens (NED)       | 32e                      |
| 52                       | Femke Gerritse (NED)       | 4e                       |
| 53                       | Meis Poland (NED)          | 67e                      |
| 54                       | Nicole Frain (AUS) (route) | AB                       |
| 55                       | Laura Molenaar (NED)       | 50e                      |

| AG Insurance-Soudal Quick-Step AGS | AG Insurance-Soudal Quick-Step AGS | AG Insurance-Soudal Quick-Step AGS |
| ---------------------------------- | ---------------------------------- | ---------------------------------- |
| Num                                | Coureuse                           | Pos                                |
| 61                                 | Ally Wollaston (NZL) (route)       | 1re                                |
| 62                                 | Anya Louw (AUS)                    | 36e                                |
| 63                                 | Mireia Benito (ESP)                | 30e                                |
| 64                                 | Maud Rijnbeek (NED)                | 27e                                |
| 65                                 | Gaia Masetti (ITA)                 | 28e                                |
| 66                                 | Marthe Goossens (BEL)              | 52e                                |

| Arkéa Pro Cycling Team ARK | Arkéa Pro Cycling Team ARK    | Arkéa Pro Cycling Team ARK |
| -------------------------- | ----------------------------- | -------------------------- |
| Num                        | Coureuse                      | Pos                        |
| 71                         | Maaike Coljé (NED)            | 24e                        |
| 72                         | Maurène Trégouët (FRA)        | 53e                        |
| 73                         | Maryanne Hinault (FRA)        | AB                         |
| 74                         | Marie-Morgane Le Deunff (FRA) | 46e                        |
| 75                         | Megan Armitage (IRL)          | 22e                        |

| Top Girls Fassa Bortolo TOP | Top Girls Fassa Bortolo TOP | Top Girls Fassa Bortolo TOP |
| --------------------------- | --------------------------- | --------------------------- |
| Num                         | Coureuse                    | Pos                         |
| 81                          | Giorgia Bariani (ITA)       | 31e                         |
| 82                          | Alice Palazzi (ITA)         | 43e                         |
| 83                          | Chiara Reghini (ITA)        | 60e                         |
| 84                          | Iris Monticolo (ITA)        | 69e                         |
| 85                          | Cristina Tonetti (ITA)      | 38e                         |
| 86                          | Alessia Vigilia (ITA)       | 16e                         |

| Ara-Skip Capital ARA | Ara-Skip Capital ARA           | Ara-Skip Capital ARA |
| -------------------- | ------------------------------ | -------------------- |
| Num                  | Coureuse                       | Pos                  |
| 91                   | Rachael Wales (AUS)            | 44e                  |
| 92                   | Isabelle Carnes (AUS)          | 37e                  |
| 93                   | Alexandra Martin-Wallace (AUS) | AB                   |
| 94                   | Alisha Wells (AUS)             | 49e                  |
| 95                   | Sophie Edwards (AUS)           | 57e                  |
| 96                   | Alli Anderson (AUS)            | 62e                  |

| Bepink BPK | Bepink BPK               | Bepink BPK |
| ---------- | ------------------------ | ---------- |
| Num        | Coureuse                 | Pos        |
| 101        | Valentina Basilico (ITA) | 42e        |
| 102        | Alessia Patuelli (ITA)   | 71e        |
| 103        | Matilde Bertolini (ITA)  | AB         |
| 105        | Lara Crestanello (ITA)   | AB         |

| France FRA | France FRA     | France FRA |
| ---------- | -------------- | ---------- |
| Num        | Coureuse       | Pos        |
| 111        | Maëva Squiban  | 14e        |
| 112        | Alizée Rigaux  | AB         |
| 113        | Marine Allione | AB         |
| 114        | Noémie Abgrall | 41e        |

| Torelli TOR | Torelli TOR             | Torelli TOR |
| ----------- | ----------------------- | ----------- |
| Num         | Coureuse                | Pos         |
| 121         | Hayley Preen (RSA)      | 33e         |
| 122         | Camilla Rånes Bye (NOR) | 51e         |
| 124         | Bronwyn Macgregor (NZL) | 56e         |
| 125         | Morven Yeoman (GBR)     | 66e         |

| Aromitalia-Basso Bikes-Vaiano VAI | Aromitalia-Basso Bikes-Vaiano VAI | Aromitalia-Basso Bikes-Vaiano VAI |
| --------------------------------- | --------------------------------- | --------------------------------- |
| Num                               | Coureuse                          | Pos                               |
| 131                               | Rasa Leleivytė (LTU) (route)      | 34e                               |
| 132                               | Irene Affolati (ITA)              | 70e                               |
| 133                               | Milena Del Sarto (ITA)            | AB                                |
| 134                               | Francesca Baroni (ITA)            | 59e                               |
| 135                               | Fanny Bonini (ITA)                | 68e                               |
| 136                               | Rasa Rumsaite (LTU)               | AB                                |

| Grand Est-Komugi-La Fabrique GEK | Grand Est-Komugi-La Fabrique GEK | Grand Est-Komugi-La Fabrique GEK |
| -------------------------------- | -------------------------------- | -------------------------------- |
| Num                              | Coureuse                         | Pos                              |
| 141                              | Anabel Yapura (ARG)              | 58e                              |
| 142                              | Josephine Peloquin (CAN)         | 64e                              |
| 143                              | Perrine Clauzel (FRA)            | AB                               |
| 144                              | Ségolène Thomas (FRA)            | 17e                              |
| 145                              | Solbjørk Minke Anderson (DEN)    | 20e                              |
| 146                              | Laury Milette (CAN)              | 54e                              |

| Norvège NOR | Norvège NOR           | Norvège NOR |
| ----------- | --------------------- | ----------- |
| Num         | Coureuse              | Pos         |
| 151         | Stine Borgli          | 12e         |
| 152         | Emma Dyrhovden        | 39e         |
| 153         | Malin Eriksen (route) | 23e         |
| 154         | Elise Marie Olsen     | AB          |
| 155         | Martine Gjøs          | AB          |
| 156         | Stine Marie Snortheim | 65e         |

| États-Unis USA | États-Unis USA   | États-Unis USA |
| -------------- | ---------------- | -------------- |
| Num            | Coureuse         | Pos            |
| 161            | Skylar Schneider | 45e            |
| 163            | Gillian Bennett  | AB             |
| 164            | Heidi Franz      | 6e             |
| 165            | Melisa Rollins   | 18e            |
| 166            | Cassidy Hickey   | AB             |